# Campionati europei di pattinaggio di figura 2024 - Singolo maschile
La gara del singolo maschile ai campionati europei di pattinaggio di figura 2024 si è svolta dal 10 al 12 gennaio 2024 alla Žalgiris Arena di Kaunas in Lituania.

## Risultati
| Rank | Atleta                       | Nazione     | Totale | SP | SP    | FS                                  | FS                                  |
| ---- | ---------------------------- | ----------- | ------ | -- | ----- | ----------------------------------- | ----------------------------------- |
| 1    | Adam Siao Him Fa             | Francia     | 276.17 | 1  | 94.13 | 1                                   | 182.04                              |
| 2    | Aleksandr Selevko            | Estonia     | 256.99 | 3  | 90.05 | 3                                   | 166.94                              |
| 3    | Matteo Rizzo                 | Italia      | 250.87 | 6  | 80.43 | 2                                   | 170.44                              |
| 4    | Gabriele Frangipani          | Italia      | 246.09 | 4  | 83.51 | 4                                   | 162.58                              |
| 5    | Lukas Britschgi              | Svizzera    | 242.46 | 2  | 91.17 | 10                                  | 151.29                              |
| 6    | Deniss Vasiļjevs             | Lettonia    | 237.42 | 5  | 82.34 | 7                                   | 155.08                              |
| 7    | Nika Egadze                  | Georgia     | 233.16 | 10 | 77.00 | 6                                   | 156.16                              |
| 8    | Vladimir Samoilov            | Polonia     | 230.17 | 16 | 71.05 | 5                                   | 159.12                              |
| 9    | Georgii Reshtenko            | Rep. Ceca   | 226.67 | 13 | 72.74 | 8                                   | 153.93                              |
| 10   | Nikolaj Memola               | Italia      | 225.88 | 12 | 72.78 | 9                                   | 153.10                              |
| 11   | Adam Hagara                  | Slovacchia  | 220.82 | 11 | 74.97 | 11                                  | 145.85                              |
| 12   | Mark Gorodnitsky             | Israele     | 217.56 | 9  | 77.50 | 13                                  | 140.06                              |
| 13   | Nikita Starostin             | Germania    | 211.85 | 14 | 71.99 | 14                                  | 139.86                              |
| 14   | Ivan Shmuratko               | Ucraina     | 210.65 | 19 | 69.95 | 12                                  | 140.70                              |
| 15   | Luc Economides               | Francia     | 210.56 | 7  | 78.59 | 17                                  | 131.97                              |
| 16   | Vladimir Litvintsev          | Azerbaigian | 209.21 | 20 | 69.72 | 15                                  | 139.49                              |
| 17   | Maurizio Zandron             | Austria     | 202.91 | 22 | 65.47 | 16                                  | 137.44                              |
| 18   | Tomàs-Llorenç Guarino Sabaté | Spagna      | 202.60 | 15 | 71.93 | 18                                  | 130.67                              |
| 19   | Fedor Chitipakhovian         | Armenia     | 197.44 | 21 | 68.51 | 19                                  | 128.93                              |
| 20   | Makar Suntsev                | Finlandia   | 192.75 | 18 | 70.40 | 20                                  | 122.35                              |
| 21   | Gabriel Folkesson            | Svezia      | 191.67 | 17 | 70.71 | 21                                  | 120.96                              |
| 22   | Andreas Nordebäck            | Svezia      | 189.42 | 8  | 77.62 | 23                                  | 111.80                              |
| 23   | Aleksandr Vlasenko           | Ungheria    | 183.76 | 23 | 65.08 | 22                                  | 118.68                              |
| 24   | Davide Lewton Brain          | Monaco      | 175.95 | 24 | 65.06 | 24                                  | 110.89                              |
| 25   | Edward Appleby               | Regno Unito | 63.39  | 25 | 63.39 | Non qualificati al programma libero | Non qualificati al programma libero |
| 26   | Burak Demirboğa              | Turchia     | 63.00  | 26 | 63.00 | Non qualificati al programma libero | Non qualificati al programma libero |
| 27   | Jari Kessler                 | Croazia     | 62.44  | 27 | 62.44 | Non qualificati al programma libero | Non qualificati al programma libero |
| 28   | Alexander Zlatkov            | Bulgaria    | 61.94  | 28 | 61.94 | Non qualificati al programma libero | Non qualificati al programma libero |
| 29   | Fedir Kulish                 | Lettonia    | 60.97  | 29 | 60.97 | Non qualificati al programma libero | Non qualificati al programma libero |
| 30   | Mihhail Selevko              | Estonia     | 60.09  | 30 | 60.09 | Non qualificati al programma libero | Non qualificati al programma libero |
| 31   | Kévin Aymoz                  | Francia     | 57.33  | 31 | 57.33 | Non qualificati al programma libero | Non qualificati al programma libero |
| 32   | David Sedej                  | Slovenia    | 51.10  | 32 | 51.10 | Non qualificati al programma libero | Non qualificati al programma libero |